# Werbig (Niederer Fläming)
Werbig ist ein Ortsteil der Gemeinde Niederer Fläming im Landkreis Teltow-Fläming im Land Brandenburg. Er liegt 23 km südlich der Kreisstadt Luckenwalde.
Werbig ist ein Straßendorf. Die Bebauung entlang der Dorfstraße ist durch typischen Vierseithöfe geprägt. Allerdings wurden die meisten Scheunen, als hintere Begrenzung der Höfe, bereits abgerissen und die Fassaden der Häuser zur Straßenseite nach modernen Gesichtspunkten (Verputz, Fenster, Türen etc.) saniert, so dass äußerlich wenig im Originalzustand zu erkennen ist. Von einst fünf Teichen ist heute nur noch einer erhalten.
Ortsprägend ist auch die Dorfkirche, ein spätromanischer Feldsteinbau mit eingezogenem, kreuzgratgewölbtem Chor und Apsis aus der ersten Hälfte des 13. Jahrhunderts. Der barocke Fachwerkturm wurde 1968 wegen Baufälligkeit abgetragen und konnte 2011 abschließend rekonstruiert werden. Mit über 26 Metern Höhe und seiner zwiebelförmigen Turmspitze ist er mittlerweile wieder eine bedeutende Landmarke.

## Geschichte
Werbig geht auf slawische Siedlungen zurück und wird bereits im 5. Jahrhundert genannt. 1225 wird der Ort erstmals urkundlich erwähnt. Mit der Besiedlung durch vorwiegend flämische Siedler im 12. Jahrhundert kam Werbig als Teil des Amtes Jüterbog von Brandenburg als Exklave in den Besitz des Erzbstifts Magdeburg. Der Name verweist auf die Herkunft der Siedler: Werbig, auf Platt Werwick, hat seinen Namen von der flämischen Stadt Wervik. Ein Brand zerstört das Dorf 1558 fast vollständig. 1638 macht die Pest auch vor Werbig nicht halt. Nach dem Westfälischen Frieden kam die Gegend um Jüterbog mit Werbig zu Kursachsen, 1815 mit dem Wiener Kongress dann endgültig zu Preußen. Werbig war bis zur Stilllegung der Strecke 1965 Haltepunkt der Jüterbog-Luckenwalder Kreiskleinbahn zwischen Jüterbog und Dahme/Mark. In der DDR war Werbig eigenständige Gemeinde des Kreises Jüterbog im Bezirk Potsdam, nach 1990 bis zur Bildung der Gemeinde Niederer Fläming Gemeinde im gleichnamigen Amt.

## Sehenswürdigkeiten und Kultur

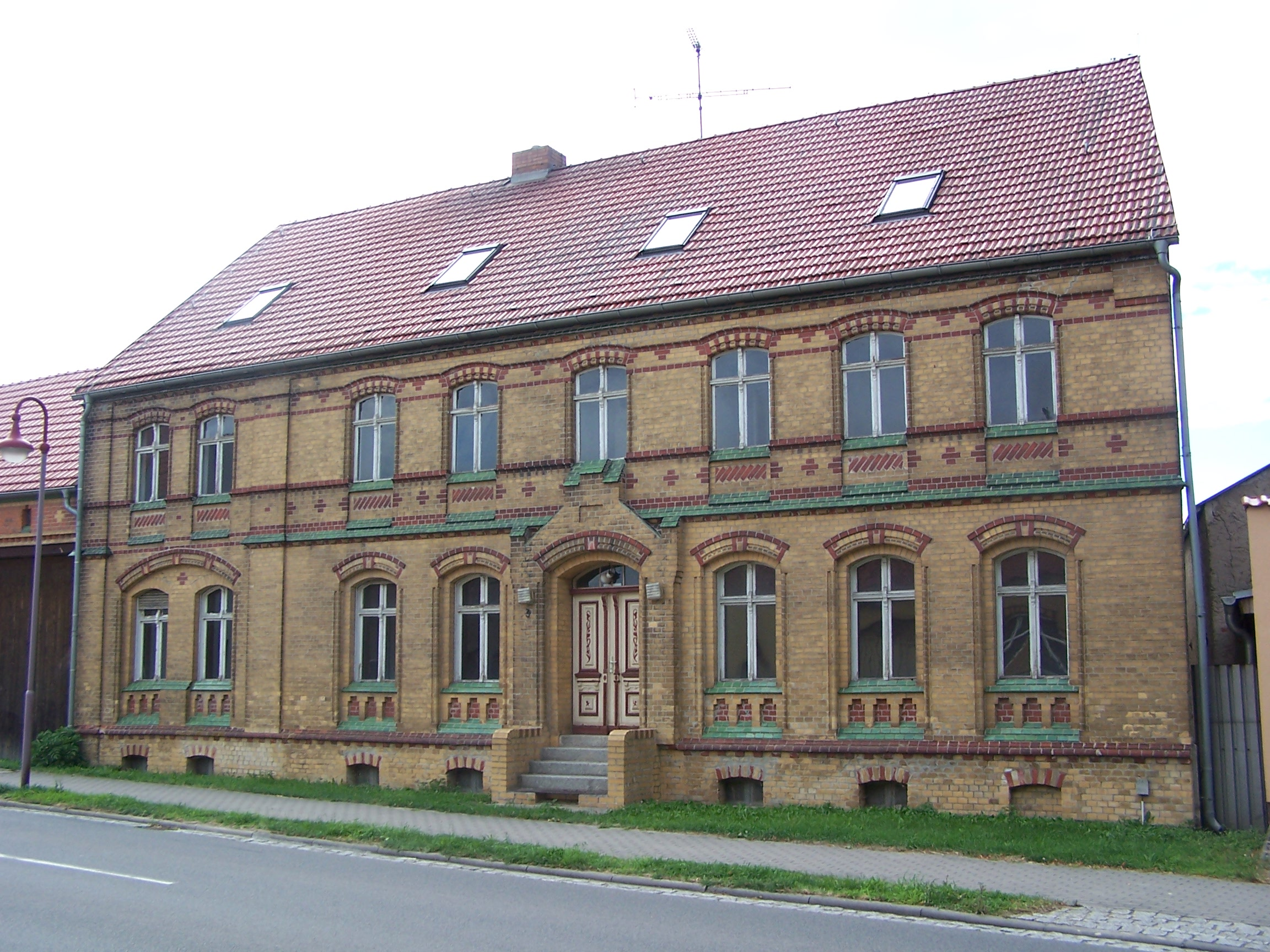
Gehöft Dorfstraße Nr. 3

- Die Dorfkirche Werbig ist eine spätromanische Feldsteinkirche aus der ersten Hälfte des 13. Jahrhunderts. Die Kirchenausstattung stammt bis auf einen Taufengel aus dem Jahr 1714 aus den 1960er Jahren. Seit 2005 bemühte sich der Förderverein Kirchturm Werbig e. V. um den originalgetreuen Wiederaufbau des 1968 wegen Baufälligkeit abgebrochenen barocken Fachwerkturms der Kirche. Der Verein zählte in der Spitze 33 Mitglieder. Mit Hilfe zahlreicher kultureller Veranstaltungen gelang es dem Verein die nötigen Eigenmittel zur Kofinanzierung, des ansonsten hauptsächlich durch EU-Mittel geförderte Projekts, aufzubringen. Die feierliche Grundsteinlegung für den Turmbau fand am 20. März, die Bekrönung der Turmspitze mit Kugel, Wetterfahne und Kreuz und die „Einholung“ der Glocke Ostern und das Richtfest am 5. Mai 2011 statt. Damit war bis auf Restarbeiten nach sechsjähriger Tätigkeit des Vereins das eigentliche Ziel seines Wirkens vorerst erreicht. Mitte des Jahres 2018 konnte auf dem Friedhof eine Begräbnisstätte für Urnenbeisetzungen eingeweiht werden. Der Kirchturm musste allerdings in den Jahren 2023 und 2024 aufgrund von bereits 2013 aufgetretenen gravierenden Baumängeln einer erneuten Sanierung unterzogen werden, welche im September 2024 ihren Abschluss fand.

- Der einst ortsansässige Sportverein ist der SV Grün-Weiß Werbig e. V., 1968 als BSG Traktor Werbig gegründet, hat mittlerweile seinen Spielbetrieb eingestellt.

## Wirtschaft und Infrastruktur
Das Wirtschaftsleben ist, wie in der gesamten Gemeinde, durch Landwirtschaft, Kleingewerbe und Handwerk geprägt. So finden sich im Ort u. a. drei Landwirtschaftsbetriebe, ein Friseur, eine Tierarztpraxis, ein Reifendienst und zwei Fliesenleger.
Seit Ende der 1990er Jahre spielt auch die Stromerzeugung durch Windkraft eine Rolle. So stehen im Windpark Werbig aktuell 29 Windkraftanlagen, wovon sich aber einige auf den benachbarten Gemarkungen Markendorf (Fröhden) und Hohengörsdorf befinden. 4 weitere stehen noch weiter außerhalb des Parks.
Im Ort befindet sich die Grundschule Ludwig-Achim-von-Arnim.
Anschluss an das überregionale Verkehrsnetz besteht durch die Bundesstraße 102, die den Ort im Norden durchquert. Angebunden an den öffentlichen Personennahverkehr ist Werbig durch mehrere Buslinien der Verkehrsgesellschaft Teltow-Fläming u. a. nach Jüterbog, Dahme und in die Kreisstadt Luckenwalde.